# Oceanic Airlines
Oceanic Airlines är ett fiktivt flygbolag som förekommit i flera amerikanska filmer, tv-serier och skönlitterära verk, däribland tv-serien Lost.
Bolaget nämndes först i filmen Beslut utan återvändo (Executive Decision) från 1996, till vilken det filmades ett omfattande antal filmklipp på en Boeing 747 i luften, med bolagets logo på sidan. Delar av scener har senare kommit att återanvändas i flera filmer och tv-serier - ofta i nödsituationer där flygplan havererar, kapas eller sprängs.
2004 hade Touchstone Television premiär på sin tv-serie Lost, i vilken haveriet av ett av Oceanic Airlines-flygplan utgjorde startpunkten. Sedan dess har bolaget och dess flygplan fortsatt att utgöra ett stående inslag i serien. Man använder sig dock inte av klippen från Beslut utan återvändo, och bolagets logotyp är inte heller densamma.
I samband med premiären av Lost skapade seriens upphovsmän även en "officiell webbplats" för bolaget.

## Förekomster av Oceanic Airlines
- Magnum P.I. (1984) - Oceanic Airlines syns på en reklamskylt i avsnittet "Murder 101", S05E08.
- Beslut utan återvändo (Executive Decision, 1996) - Oceanic Airlines Flight 343 mellan Aten och Washington DC kapas av terrorister
- Code 11-14 (2003): Oceanic Airlines Flight 816 mellan Los Angeles och Sydney utgör platsen för en FBI-agents jakt på en mördare.
- Alias (2001-2006): En flight med Oceanic Airlines på sträckan Los Angeles och Sydney nämns i högtalarna på Los Angeles International Airport
- Lost (2004-): Oceanic Airlines Flight 815 mellan Sydney och Los Angeles havererar på en mystisk ö i Stilla Havet.
- LAX (2004-2005): Namnet "Oceanic Airlines" syns på datorer och flygterminaler i avsnittet Senator's Daughter från april 2005.
- Chuck (2007): Namnet "Oceanic flight 815" nämns när Chuck blir undersökt av en läkare som ska ta reda på vad han vet för hemligheter i avsnitt 2 säsong 1.

### Återanvända filmklipp
Filmklipp med Oceanic Airlines flygplan ur Beslut utan återvändo har även använts i:
- Diagnos: Mord (Diagnosis Murder, 1993-2001), avsnittet "Murder in The Air", april 1997. Oceanic Airlines Flight 456 mellan Los Angeles och Schweiz.
- På heder och samvete (JAG, 1995-2005) avsnitten "Vanished", oktober 1997, och "The Bridge at Kang So Ri", februari 2000. Oceanic Airlines Flight 343.
- I höjd med helvetet (Nowhere To Land, 2000). Oceanic Airlines Flight 762 mellan Sydney och Los Angeles.
- After the Sunset (2004)
- Category 6: Day of Destruction (2004)
- The War at Home (2005-), avsnittet "The West Palm Beach Story", april 2006.